# Анг Мей
Анг Мей (кхмер. ក្សត្រីអង្គម៉ី; 1815 — грудень 1874) — королева Камбоджі, яка правила країною в першій половині XIX століття, у так звані темні часи.

## Життєпис
Була другою дочкою короля Анг Чана II.
За часів її правління тривала війна між В'єтнамом і Сіамом за панування в Камбоджі.
У серпні 1840 року була усунута від влади, а на престол зійшов її дядько Анг Дуонг. 1844 року спробувала відновити свою владу, втім була усунута й вивезена разом із сестрами до Хюе.